# Clifton von Kann

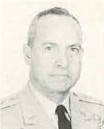
Clifton von Kann

Clifton Ferdinand von Kann (* 14. Oktober 1915 in Boston, Massachusetts; † 15. Januar 2014 in Washington, D.C.) war ein Generalmajor der United States Army. Er war unter anderem Kommandeur der 1. Kavalleriedivision.

## Leben
Clifton von Kann war ein Sohn von Allfred von Kann und dessen Frau Lyllian Kaufman. Über das ROTC-Programm der Harvard University gelangte er im Jahr 1937 in das Offizierskorps des US-Heeres, wo er der Feldartillerie zugeteilt wurde. In der Armee durchlief er anschließend alle Offiziersränge vom Leutnant bis zum Zwei-Sterne-General.
Im Lauf seiner militärischen Karriere absolvierte er verschiedene Kurse und Schulungen. Dazu gehörten unter anderem die Graduate Artillery School, das Command and General Staff College, das Armed Forces Staff College und das National War College.
In seinen jüngeren Jahren absolvierte er den für Offiziere in den niederen Rangstufen üblichen Dienst in verschiedenen Einheiten und Standorten. Er war unter anderem in Fort Ethan Allen in Vermont und auf Hawaii stationiert. Dort blieb er bis kurz vor dem Angriff auf Pearl Harbor, der den amerikanischen Eintritt in den Zweiten Weltkrieg markierte. Während des Krieges war er auf dem atlantischen Kriegsschauplatz eingesetzt. Dort diente er in Nordafrika, Sizilien und in Italien als Kommandeur eines Artilleriebataillons.
In den Jahren 1945 und 1946 gehörte von Kann dem Generalstab in Washington an. Nach einer zwischenzeitlich anderen Verwendung war er von 1948 bis 1951 Mitglied im Stab des Comptrollers des Heeres. Danach war er bis 1953 Verbindungsoffizier des Heeres zur CIA. Im Jahr 1954 kommandierte er für einige Zeit die Artillerie der 7. Infanteriedivision, die in Südkorea stationiert war. Danach gehörte er bis 1955 einer Militärberatergruppe für Südkorea an. Daran schloss sich eine Versetzung nach Japan an, wo er dem Stab der dort stationierten 8. Armee angehörte.
Clifton von Kann absolvierte eine Ausbildung zum Hubschrauberpiloten und zum Fallschirmspringer und widmete sich auch der Heeresfliegerei. Von 1957 bis 1959 gehörte er dem Stab der 82. Luftlandedivision in Fort Bragg, dem heutigen Fort Liberty, an. Es folgte eine Versetzung zum Heeresministerium, wo er in der Abteilung für Heeresfliegerei tätig war (Director of Army Aviation). Nach einer zwischenzeitlichen Versetzung zur Stabsabteilung J3 des US Strike Commands in Florida übernahm er im Oktober 1962 das Kommando über die 1. Kavalleriedivision in Südkorea, das er bis Juni 1963 innehatte.
Danach wurde er zum kommandierenden General des United States Army Aviation Center ernannt. Diese Stelle hatte er zwischen August 1963 und Ende Februar 1965 inne. Anschließend schied er aus dem aktiven Militärdienst aus.
Schon während seiner Militärzeit hatte er sich sehr für die Fliegerei engagiert. Nach seiner Pensionierung widmete er sich vermehrt dieser Thematik. Er nahm eine Stelle bei der Air Transport Association of America (ATA) an. Dabei war er Mitglied in amerikanischen Delegationen bei der Internationalen Aeronautische Vereinigung (FAI). Er unterhielt auch Beziehungen zu wichtigen Persönlichkeiten im Flugwesen auf beiden Seiten des Eisernen Vorhangs. Von 1988 bis 1990 war er Präsident der FAI.
Clifton von Kann starb hochbetagt am 15. Januar 2014 in Washington, D.C. und wurde auf dem amerikanischen Nationalfriedhof Arlington beigesetzt.

## Orden und Auszeichnungen
Clifton von Kann erhielt im Lauf seiner militärischen Laufbahn unter anderem den Silver Star und den Orden Legion of Merit verliehen.